# Impreso kultura
Impreso kultura predstavlja kulturu starijeg neolita istočne obale Jadrana. Rasprostiranje i širenje impreso kulture u velikoj meri je bilo uslovljeno geografskim položajem, klimom i reljefom teritorije na kojoj se javila.

## Rasprostiranje kulture
Impreso kultura se prostirala na skoro celom istočnom Jadranskom primorju. Severna granica je išla do pećina oko Trsta, najjužnija tačka je bila pećina Spila u Boki kotorskoj, dok su istočnu granicu činila nalazišta u Hercegovini i Crnoj Gori, poput Crvene stijene iznad Trebišnjice, Odmutnjače u dolini Pive i Zelene pećine iznad izvora Bune. Bitno je spomenuti i prelaznu zonu srednje Bosne gde je na nalazištu Obre I kod Kaknja došlo do formiranja specifične starčevo–impreso kulture sa elementima oba kompleksa na sudaru Jadranskog primorja i mediteranskog kulturnog kruga sa kontinentalnim strujanjima u unutrašnjosti Balkana. Važna je i veza sa južnom Italijom, koja se odvijala preko Jadranskog mora, gde se zapažaju slični elementi. Neki od najznačajnijih lokaliteta su: Vela špilja, Nin, Spila, Crvena stijena, Odmutnjača, Zelena Pećina, Medulin, Bribir, Smilčić i drugi.

## Naselja i staništa
U formiranju naselja i staništa veliku ulogu su imali, kako geografski uslovi, tako i faze starijeg neolita u kojima su ta naselja nastajala. Gustina naseljenosti područja na kome se prostirala ova kultura zasigurno je bila veća nego što se sada čini imajući u vidu da nisu otkrivena sva naselja. Ona je morala biti još veća, naročito u oblastima bogatim pećinama, kao i u južnoj Istri i severnoj Dalmaciji gde su postojale veće obradive površine. Naselja se mogu podeliti na ona u pećinama i na ona na otvorenom prostoru.

### Naselja u pećinama
Javljaju se u prvoj starijoj fazi i vezuju se za vreme pre nego što su ljudi počeli da se bave zemljoradnjom, tako da se njihov način života zasnivao na lovu i ribolovu kao i na sakupljanju ostalih dobara. Ove pećine su mogle biti stalno ili sezonski naseljene, što je zavisilo od njihovog geografskog položaja kao i od uslova koji su postojali oko njih. Posebno su značajne jer se na pojedinim pećinskim naseobinama može pratiti kontinuitet naseljavanja od paleolita i potencijalno naći odgovor na pitanje o poreklu neolitizacije i njenih tekovina i elemenata. Najbolji podaci potiču iz Crvene stijene gde je pronađeno više vatrišta, ali nije dokazano i prisustvo ognjišta.

### Naselja na otvorenom
Pored pećinskih postoje i naselja na otvorenom koja se formiraju u blizini plodnog zemljišta i izvora vode. Prelazak na ovu vrstu staništa događa se u drugoj fazi starijeg neolita i može se objasniti prihvatanjem i razvojem zemljoradnje i stočarstva kao i stalnim naseljavanjem na jednom prostoru. O obliku i veličini naselja nema mnogo podataka jer nisu dovoljno dobro istražena. Najbolja slika o naseljima na otvorenom može se steći na osnovu naselja u Smilčiću kod Zadra. Samo naselje je podignuto oko izvora vode i polukružnog je oblika. Zauzimalo je površinu od 1,5 – 2 ha. U samom naselju nisu nađeni kompaktni podovi, kao ni rupe od kolja. Nisu pronađena ni ognjišta, ali su određene grupacije u kojima se nalazio kulturni materijal prepoznate kao staništa. Ove grupacije su bile kružnog ili elipsastog oblika, prečnika 3 do 10 metara i nalazile su se desetak metara jedna od druge. Unutar njih su pronalaženi ulomci keramike, ostaci školjki i puževa, životinjske kosti, kameni i koštani predmeti što je i dovelo do zaključka da su u pitanju staništa. Osim kuća, u Smilčiću su pronađena i 3 rova, ali se samo prvi rov, bliži središtu naselja, može vezati za period starijeg neolita. Ovaj rov je prvobitno najverovatnije imao za funkciju zaštitu naselja, mada je mogao služiti i za odvodnjavanje ili zaštitu od poplava. Takođe je moguće da je služio za sprečavanje bežanja stoke. Nakon prestanka ove prvobitne funkcije taj rov je služio za bacanje otpadaka i do kraja trajanja naselja bio je u potpunosti ispunjen. Na osnovu ovoga se može donekle rekonstruisati izgled naselja starijeg neolita. Ona su kružnog ili polukružnog oblika i podizana su u blizini izvora vode. Kuće su kružne osnove i udaljene su desetak metara jedna od druge. Pravljene su od šiblja ili granja i verovatno su bile oblepljene zemljom. U njima se nalaze ognjišta sa podlogom od kamenja oblepljenog zemljom. Krov je verovatno od slame. Rov oko naselja otkriven je samo u Smilčiću, ali je moguće da je bio prisutan i u drugim naseljima ovog perioda. Služio je za zaštitu naselja, kao i za odbranu od životinja, poplava i drugih opasnosti.

## Sahranjivanje
Podaci o funerarnoj praksi su skromni, ali se ipak mogu izvući određeni zaključci. Ljudski ostaci pronađeni su u Zelenoj pećini, i po svemu sudeći pripadaju I fazi, dok su u Smilčiću i Medulinu nađeni ostaci koji se vezuju za II fazu starijeg neolita. U kulturnom sloju III Zelene pećine nađene su kosti lobanje i prstiju deteta starog 5 godina, ali uz njih nisu otkriveni i tragovi posebnog pogrebnog obreda. U Smilčiću su pronađena dva cela skeleta i fragmenti tri lobanje. Od dva pronađena skeleta jedan je pronađen u zgrčenom položaju na levom boku i pripadao je detetu starosti 7 do 8 godina. Drugi skelet je pripadao odrasloj muškoj osobi starosti oko 18 godina. Sam skelet je bio u zgrčenom položaju i na desnom boku, a lobanja nije prisutna. U blizini ovog skeleta nađena je lobanja prekrivena pločom, i moguće je da je pripadala tom skeletu. Fragmenti preostale dve lobanje pripadaju odrasloj osobi starosti 25 do 30 godina. Pored naselja kod Medulina nađen je skelet odrasle osobe, položen na leđa i u ispruženom položaju. Pored samog skeleta nađena su dva kremena predmeta: jedan četvrtasti strugač, i jedan izdužen predmet. Pretpostavlja se da su u pitanju grobni prilozi. Na osnovu ovoga se može reći da nisu poznati posebni oblici obreda, a izuzetak je možda pokrivena lobanja iz Smilčića koja može ukazivati na postojanje kulta lobanje i kulta predaka.

## Keramika impresso kulture
Keramika predstavlja glavnu odliku ove kulture i javlja se u tri faze:

### Faza I
I faza se vezuje za stariji neolit, odnosno za sam početak keramičke produkcije. Keramiku ove faze čine posude rađene u gruboj tehnici, od loše zemlje mešane sa krupnim kamenjem. Površina je gruba i hrapava, ali se javljaju i glačanje i premaz u smeđim i tamnim tonovima. Od oblika se javljaju veće jajolike i loptaste posude, ponekad sa prstenastim ručicama ili ušicama, a pored njih se javljaju i stožaste zdele sa ravnim dnom. Ukrašava se velika količina posuda. Ukrašavanje je vršeno utiskivanjem ili žigosanjem impresso tehnikom pre pečenja, kao i prstima i ubodima raznim predmetima. Za ukrašavanje su najčešće korišćeni rubovi školjki i puževa, a na severnom primorju je posebno izraženo ukrašavanje školjkom Cardium. Ukrašavanje noktom i štipanjem manje je zastupljeno. Javlja se ukrašavanje ubodima, i ono ima različite oblike zavisno od korišćenih predmeta. Ono je vršeno ulomcima kostiju , kremenom, a možda i drvetom i najčešće je u Zelenoj pećini i Crvenoj stijeni.

### Faza II
U ovoj fazi dolazi do značajnih društvenih promena poput prihvatanja zemljoradnje i stočarstva, kao i do osnivanja naselja na otvorenom i laganog napuštanja pećina. Ove društvene promene su se odražavale i na keramiku. Najveći deo nalaza keramike potiče iz Smilčića. Većina osobina i svojstava keramike istovetna je kao u prethodnoj fazi, ali se pored njih javljaju i određene pojave nastale njihovim daljim razvojem. U prethodnoj fazi je bila poznata samo gruba keramika koja i sada preovladava, ali se javlja i finija keramika. Izrađivana je od loše prečišćene zemlje mešane sa velikom količinom primesa, najčešće kamenčića, mada se može javiti i zemlja bez primesa. Površina je gruba i neravna, tamne je boje, nijansi od tamnosmeđe do crvenkaste. Od oblika se javljaju loptastojajolike posude i stožasto ili pretežno poluloptaste zdele sa ravnim dnom ili pojačanom ravnom nogom. Retko se javljaju posude sa prstenastim ručicama ili ušicama, odnosno rupama za vešanje. Ukrašavanje je vršeno pretežno žigosanjem ivicom školjki i puževa (najčešće narebrenih), ali i utiskivanjem raznih predmeta čime su dobijani razni kružni, trouglasti, ponekad i geometrijski motivi. Ukrašavanje noktom ili štipanjem se retko javlja. Sam ukras prekriva uglavnom celu spoljašnju površinu posude, najčešće u nizovima ili pojasevima, a ponekad i bez reda. Ukrašavanje urezivanjem je retko i njime se imitira impresso motiv). Finija keramika se dalje može podeliti na monohromnu, i onu ukrašenu udubljivanjem. Monohromna keramika takođe postoji u grubljoj varijanti, koju odlikuju svojstva slična gruboj keramici ali sa premazom i glačanom površinom, i finiju varijantu sa mnogo boljim sastavom zemlje i sitnijim primesama. Od oblika je odlikuju male loptastojajolike i stožaste posude, kao i poluloptaste i dvostožaste zdele i kalotaste plitice ili tanjiri. Kod njih se ponekad javljaju prstenasta noga, prstenaste ručice i ušice. Monohromija je imala funkciju prekrivanja grubog sastava posuda i da bi se dobila ravnija površina, kao i da bi se sprečila poroznost. Pored ovoga, premaz je pečenjem dobijao određenu boju i tako postajao deo ukrasa. Posude su prema boji premaza mogle biti: dobro pečene, svetlije boje premaza, crvene i smeđe nijanse i ponekad ukrašene impresso tehnikom; i slabo pečene, pretežno bolje izrađene, tamno smeđe boje, ukrašene tehnikom udubljivanja. Pored spoljašnje površine, i unutrašnjost posude je bila tretirana na isti način, i imale su istu boju. U manjoj meri od posuda ukrašenih impresso tehnikom ili premazivanjem, se javljaju posude ukrašene tehnikom udubljivanja. Tehnika ukrašavanja udubljivanjem vršila se nakon premazivanja i glačanja površine, ali pre pečenja posude. Motivi dobijeni udubljivanjem imaju uglavnom geometrijska svojstva. To su najčešće ravne crte, iscrtani i mrežasti trouglovi i rombovi, cik – cak motivi, i poput impresso motiva, takođe prekrivaju celu površinu posude. Često se pojasevi ovih crta kombinuju sa drugim motivima, sa nizom trouglova ili snopom cik – cak crta ispod oboda posuda, a ponekad se ukras sastoji samo od niza trouglova. Ovi cik – cak snopovi ili prekrivaju posude ili su odvojeni ravnim crtama ili snopovima. U II fazi se retko javlja ukras drhtavim urezanim ili udubljenim potezima ( a tremollo), koji oponaša cik – cak motive izvedene ivicom nazubljene školjke. Pored već opisanih, javljaju se i posude ukrašene pomoću metlice, a pojedini primerci posuda iz Nina i Smilčića sa premazanom površinom imaju impresso ukras ispunjen crvenom bojom, verovatno oksidom gvožđa, i to su jedini primeri crvene inkrustacije u ovoj fazi. U ovoj fazi i dalje preovladava gruba keramika sa impresso ukrasom, nastavljena iz prethodne faze, ali se uz nju javlja i znatna količina monohromne keramike, ukrašene udubljivanjem sa geometrijskim motivima. 

### Faza III
Ovu fazu obeležava produžetak i dalji razvoj nekih elemenata iz ranijih faza, poput impresso ukrašavanja koje je već u opadanju, ali lagano i napredak i pojava elemenata koji će činiti osnovu u srednjem neolitu. Keramiku ove faze čine pretežno grubo izrađena keramika sa impresso ukrasom, kao i keramika ukrašena a tremollo tehnikom, i keramika finije izrade ukrašena udubljivanjem i ponekad crvenom inkrustacijom. Od oblika su uobičajene poluloptaste zdele i loptaste ili jajolike posude. Ukrašavanje se vrši impresso tehnikom, metlicom, česti su ukrasi u vidu trougla. Javlja se spirala kao motiv pri ukrašavanju, kao i crno glačanje pa premazivanje crnom bojom koja se otire.

## Kremeni materijal
Poput keramike, i pokretni nalazi impresso kulture se mogu pratiti u tri faze:

### Faza I
O kremenom materijalu ove faze može se govoriti na osnovu nalaza iz Crvene stijene, Zelene pećine, i Markove špilje u okviru kojih će i biti predstavljen.

#### Markova špilja
U Markovoj špilji je pronađeno 17 kremenih predmeta. Od nalaza su prisutni noževi, strugači kružnog,listolikog i elipsoidnog oblika, dok se šiljci i svrdla javljaju sporadično. Kao poseban nalaz se izdvaja jedna sekira kampinijenskog tipa kao i jedan delimično obrađen oblutak. Spomenuta sekira je ovalnodiskoidnog tipa, bez izrazite oštrice, obrađena krupnim okresivanjem sa obe strane. Sekire ovog tipa se često mogu naći na poluostrvu Gargano koje se nalazi na suprotnoj italijanskoj obali i njeno prisustvo u Markovoj špilji se objašnjava dodirima sa ovim predelom.

#### Crvena stijena
Ovde su pronađena isključivo kremena okresana oruđa u vidu noževa i strugača i to u mnogo većem broju nego u Markovoj špilji. Noževi poseduju specifična zaobljena udubljenja kojih je moglo biti više i sa obe strane ivice oštrice, a pretpostavlja se da su služila za obradu koštanih predmeta. Što se strugača tiče, redovno su grubo okresani i obrađeni. Mogu biti kružnog oblika, kao i izduženog listolikog oblika i poput noževa mogu ponekad posedovati istovetno zaobljeno udubljenje. Trouglasti i poluelipsasti oblici se retko javljaju. Ovde je bitno istaći da se u III sloju Crvene stijene kremena oruđa mogu povezati sa ranijim mezolitskim periodom u sloju IV, jer se po načinu izrade i oblicima kremena može uočiti kontinuitet kao i uticaji iz prethodnog perioda.

#### Zelena pećina
Ovde je u sloju III pronađen samo jedan kremeni nožić i ovako mali broj nalaza se može objasniti time da pećina nije bila stalno naseljena, odnosno da je u pitanju sezonsko stanište. Pored ovog jednog nožića, pominje se i jedna glačana kamena jezičasta sekira, kao i jedan čekić, ali se oni ne mogu sa sigurnošću opredeliti u ovaj period. Upotreba kremenih strelica, glačanih sekira, kao i opsidijana nije potvrđena.

### Faza II
O kremenoj industriji ove faze može se govoriti samo na osnovu nalaza iz Smilčića i Nina, jer je ona potpuno poznata na ova dva nalazišta, dok su sa drugih nalazišta poznati samo pojedini elementi. 

#### Smilčić
U starijem naselju u Smilčiću je pronađeno 25 kamenih predmeta i oni se mogu opisati kao retki. Od oblika su prisutni kremeni noževi koji preovladavaju i nedovoljno su obrađeni, strugači trapezastog oblika, oštrice, žrvnjevi, brusevi, kao i kamene kugle. 

#### Nin
Ovde je prisutan mnogo veći broj kremenih nalaza. Pronađeno je 36 kremenih predmeta. Prisutni su noževi, strugači kružnog, pravouglog i trapezastog oblika, oštrice, žrvnjevi, kao i jezgra i odbici. Noževi i odbici su i najbrojniji.

#### Ižula kod Medulina
Ovde je pronađeno mnogo kremenih predmeta, ponajviše jezgara, kao i dosta neobrađenih noževa i odbitaka. Uz jedan ljudski kostur pored naselja nađen je četvrtast strugač i jedan izduženi kremeni predmet.

#### Krković
Uglavnom su u pitanju kremeni noževi, ali je pronađen i jedan glačani predmet, za koji se veruje da predstavlja privezak.
U Stocu su osim kremenih predmeta pronađeni i žrvnjevi.
Odlika ove faze je mali broj i slaba zastupljenost predmeta od kamena. Najčešće se javljaju noževi, a pored njih se još javljaju strugači, žrvnjevi, brusevi, kugle, kao i jedan jedini glačani predmet (privezak) iz Krkovića. U ovoj fazi se kao nova pojava javljaju žrvnjevi, brusevi, kao i posebno dobro obrađeni pravougaoni i trapezoidni strugači. Kao i u prošloj fazi, ni ovde se ne javljaju tehnika glačanja, opsidijan i kremene strelice.

### Faza III
O kremenim proizvodima ove faze se ne može dati ni sažeta slika.

## Koštani materijal

### Faza I
O koštanom materijalu ove faze se najviše može reći na osnovu nalaza pronađenih u III sloju Crvene stijene. Tamo je pronađeno 5 koštanih šila. Ova šila su izrađena na identičan način kao u ranijem mezolitskom periodu, što dodatno potvrđuje ulogu mezolitskog nasleđa u formiranju ove kuture starijeg neolita, ali se primećuje znatno manji broj vrsta i formi koštanih predmeta nego u pređašnjem periodu. U Zelenoj pećini su pronađena dva koštana oruđa ali se ne mogu zasigurno opredeliti u stariji neolit. Predmeti od školjki i drugi ukrasni predmeti nisu pronađeni.

### Faza II
Predmeti od kosti su veoma retki u ovoj fazi. U Smilčiću je pronađeno 10 obrađenih koštanih predmeta. Njih su činili šiljci, strugači – dleta, šila, gladilice, igle za šivenje i obrađeni delovi rogova. Veći broj koštanih nalaza u Smilčiću objašnjava se razvijenim stočarstvom i obradom životinjskih koža. U Smilčiću su takođe pronađene i tri obrađene školjke, perforirane na bulbusu. Pretpostavlja se da su korišćene za izradu nakita. Imajući u vidu malu količinu nalaza ne može se dati šira slika koštanih predmeta u ovoj fazi.

### Faza III
Kao ni kod kremenog materijala, ni o koštanom materijalu se ne mogu izvoditi zaključci u ovoj fazi.

## Hronologija

### Relativna Hronologija
Relativna hronologija impresso kulture izvedena je kako pomoću stratigrafije samih nalazišta ove kulture, tako i pomoću svojstava i elemenata okolnih kultura i teritorija koje se mogu dovesti u vezu sa njom. Period koji prethodi starijem neolitu je mezolit, i veze sa ovim periodom mogu se pratiti u Crvenoj stijeni kao i u Odmutu, Veloj špilji i dr. Prva faza starijeg neolita se naslanja direktno na mezolit i preuzima u potpunosti mezolitski način života kao i materijalnu kulturu. Jedina razlika između ova dva perioda je pojava keramičke produkcije i samo ponegde se javljaju zemljoradnja i gajenje životinja. Analogije sa ovom fazom nalazimo u I fazi starijeg neolita u južnoj Italiji nazvanoj Prato Don Michele, kao i u nalazištu Coppa Nevigata I u Dauniji, itd.
Drugu fazu starijeg neolita odlikuju slabljenje mezolitskih tradicija kao i preuzimanje stočarstva i zemljoradnje, ali i sedentarni način života koji uzrokuju podizanje naselja na otvorenom prostoru uz plodno zemljište i izvore vode. Najsličnija kultura sa gotovo istim elementima nalazi se u drugoj fazi u Dauniji, koja se naziva Guadone i takođe obuhvata srednji deo starijeg neolita. Imajući u vidu jednaku podelu, kao i sadržaj ove kulture i međusobne veze, pretpostavlja se da je II faza na oba ova područja istovremena.
U trećoj fazi se nastavlja razvoj i napredak neolitske kulture. Slabljenjem mezolitskih tradicija i lovačko-sakupljačkog načina života, dolazi do pune primene stočarstva i zemljoradnje. Dolazi do smanjenja korišćenja impresso tehnike pri ukrašavanju posuda, a povećava se ukrašavanje udubljivanjem i urezivanjem, kao i upotreba ukrasa sa geometrijskim motivima. Obogaćuju se i oblici posuda, što će posebno doći do izražaja u narednoj fazi srednjeg neolita koja dolazi odmah nakon III. faze starijeg neolita. Na osnovu ovoga se može reći da je III. faza zapravo poslednja faza starijeg neolita, ili prelazna faza iz starijeg u srednji neolit kada se jos mogu pratiti već osiromašena svojstva starije, ali i uočiti svojstva nove faze. Isti ovakav proces se uočava u III. i poslednjoj fazi starijeg neolita u Dauniji koji se naziva Masseria la Quercia, sa izuzetkom fine slikane keramike koja na istočnom Jadranu izostaje, što se može objasniti sve većim razlikama u razvoju. Sa ovom fazom se može u vezu dovesti i lokalitet Obre I kod Kaknja gde se javlja kultura starčevo–impreso sa elementima obe kulture.
Prema ovim podacima relativna hronologija starijeg neolita impresso kulture bi ovako izgledala:
1. faza ili tip Crvena stijena = tip Prato Don Michele
2. faza ili tip Smilčić = tip Guadone
3. faza ili tip Gudnja = Obre I (Starčevo IIb) = tip Masseria la Quercia

### Apsolutna hronologija
Apsolutna hronologija starijeg neolita na Jadranu najbolje se može odrediti pomoću istih faza u južnoj Italiji gde je izvršeno mnogo C14 analiza. Ovde će biti predstavljeno par apsolutnih datuma starijeg neolita dobijenih metodom radiokarbonskog datovanja. Metodom radioaktivnog ugljenika datovan je starijeneolitski stratum pećine Odmut. Ovom prilikom je stratum IIa datovan u 5035. a stratum Odmut IIb u 4950. godinu p.n.e. Iz Odmuta je poznat još jedan datum iz stratuma IIb koji kraj starije neolitske faze fiksira na 4786. godinu p.n.e. Za određivanje apsolutne hronologije starijeneolitskog stratuma III Crvene stijene mogu se koristiti C14 datumi za srodna nalazišta sa impresso – cardium keramikom koja se opredeljuju u prvu polovinu 6 milenijuma. U Dauniji je prva faza datovana na kraj 7 milenijuma (6200. Godina p.n.e – Copa Nevigata), dok je III faza datovana u vremenski raspon između 5000. i 4600. godine p.n.e.
Imajući u vidu navedeno stariji neolit se može u celosti staviti u period između 6000. i 4600. godine p.n.e.

## Literatura
- Marković, Čedomir. 1985. Neolit Crne Gore, Univerzitet u Beogradu Filozofski fakultet - Zavod za zaštitu spomenika kulture SR Crne Gore, Beograd
- Srejović, Dragoslav. 1997. Arheološki leksikon, Savremena administracija, Beograd
- Batović, Šime. 1979. Jadranska zona. U Praistorija jugoslavenskih zemalja, broj II, urednik Alojz Benac, Centar za balkanološka ispitivanja, Sarajevo